# Parque Nacional Sonfjället
O Parque Nacional Sonfjället é constituído na sua maior parte pela cadeia de montanhas de Sonfjället ou Sånfjället ( PRONÚNCIA), ricas em rochedos cobertos por líquens e rodeadas por extensas e variadas florestas.

Está localizado na província histórica de Härjedalen, no norte da Suécia.
Foi criado em 1909 para proteger a natureza e os animais selvagens desta zona montanhosa, especialmente os ursos. 
O seu ponto mais alto é Högfjället, situado a 1 277 metros acima do nível do mar. 
Nesta área existe a a maior população de ursos da Suécia, além de numerosos alces, linces, glutões e renas.

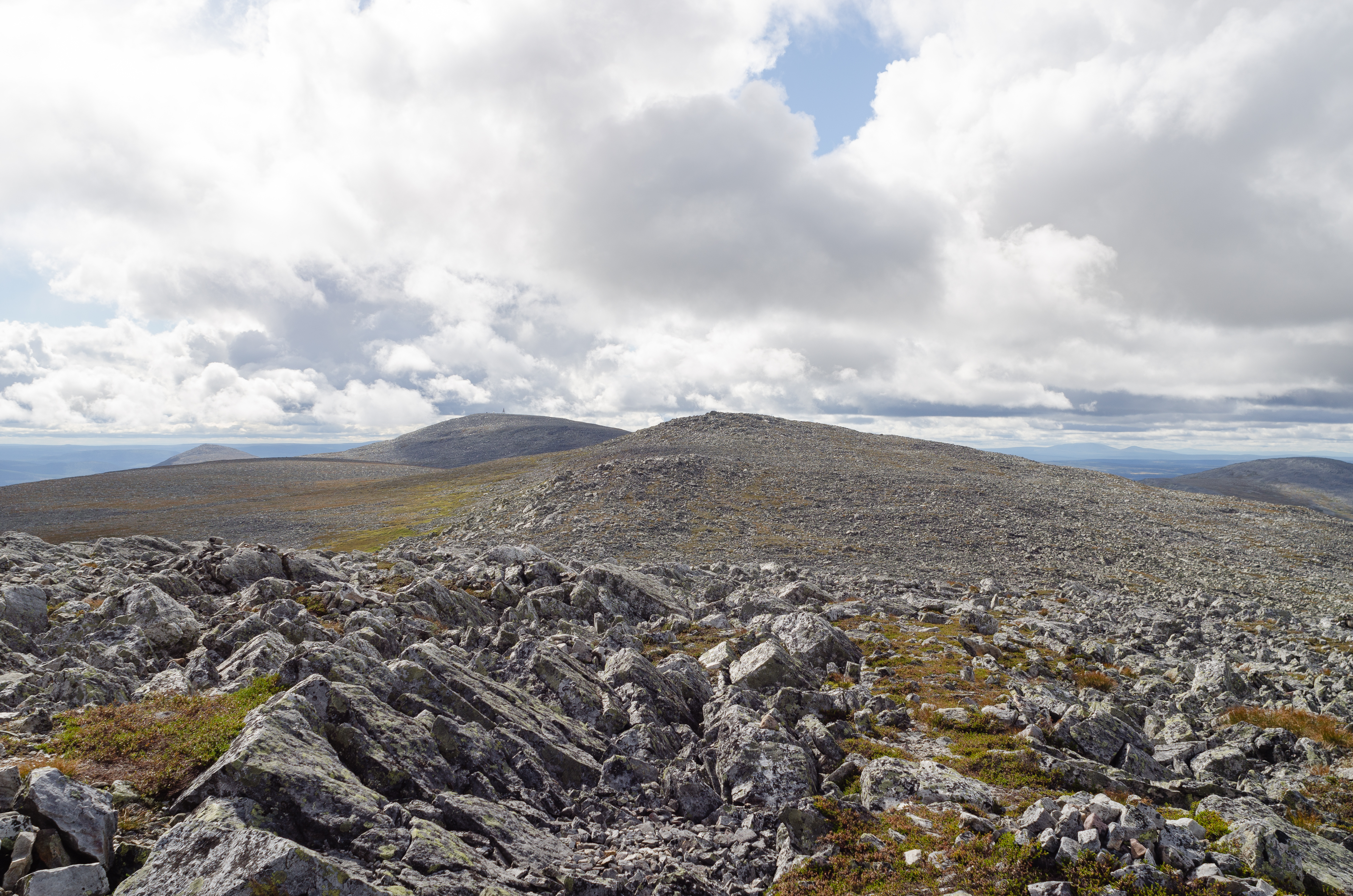
Parte superior da cadeia de montanhas
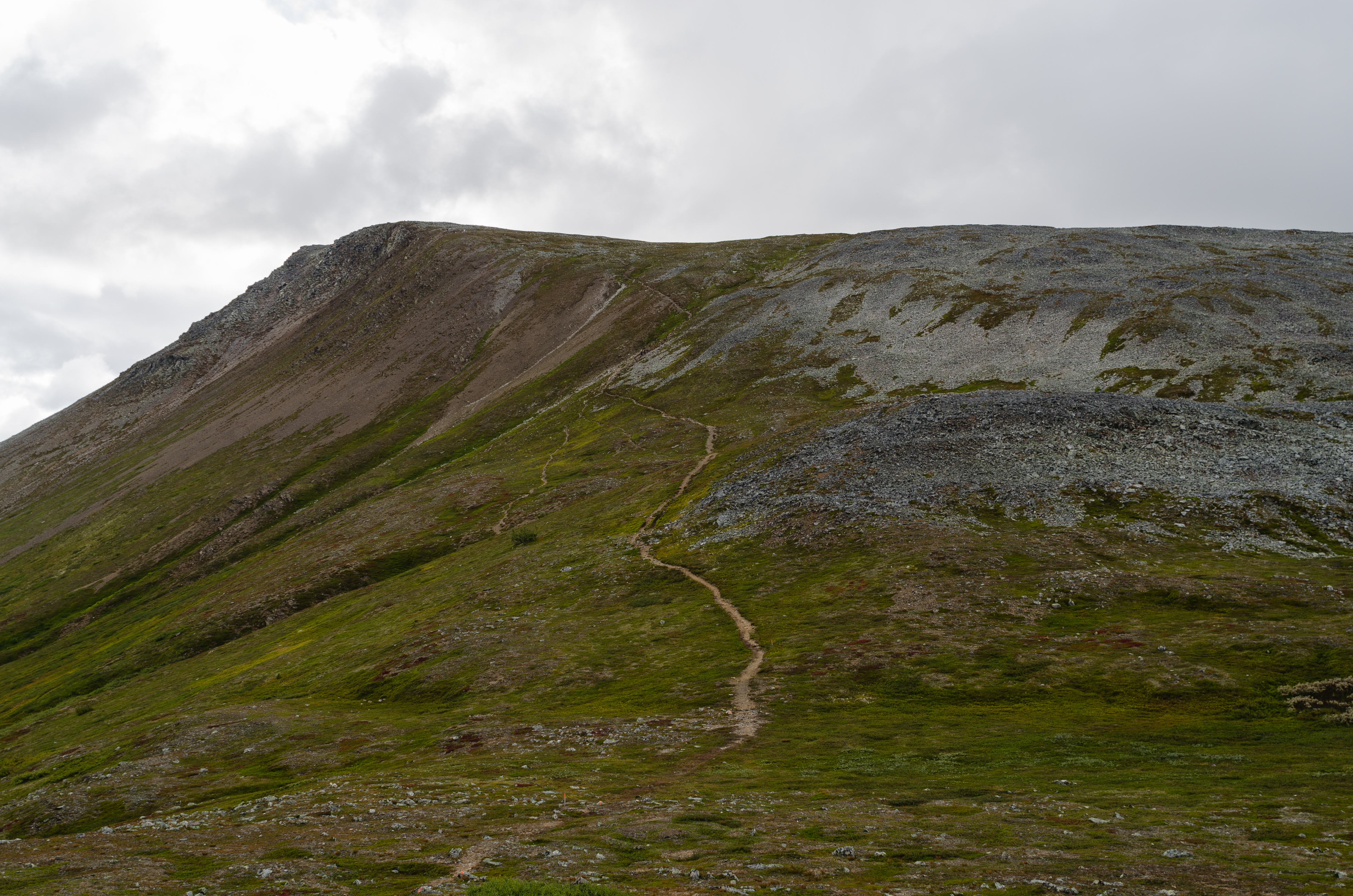
Trilho para chegar ao topo a partir de Nyvallen
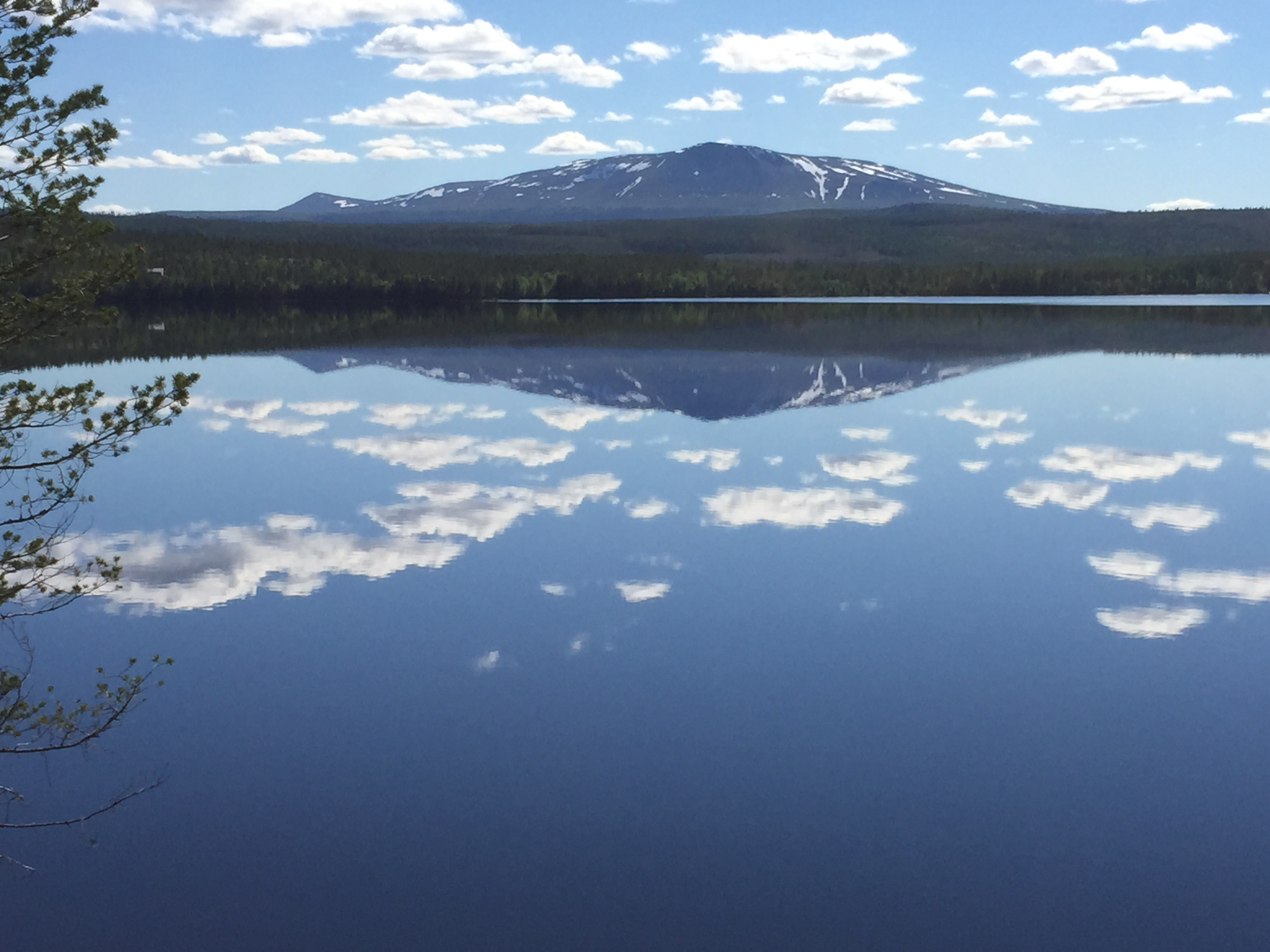
Vista do lago Vikarsjön
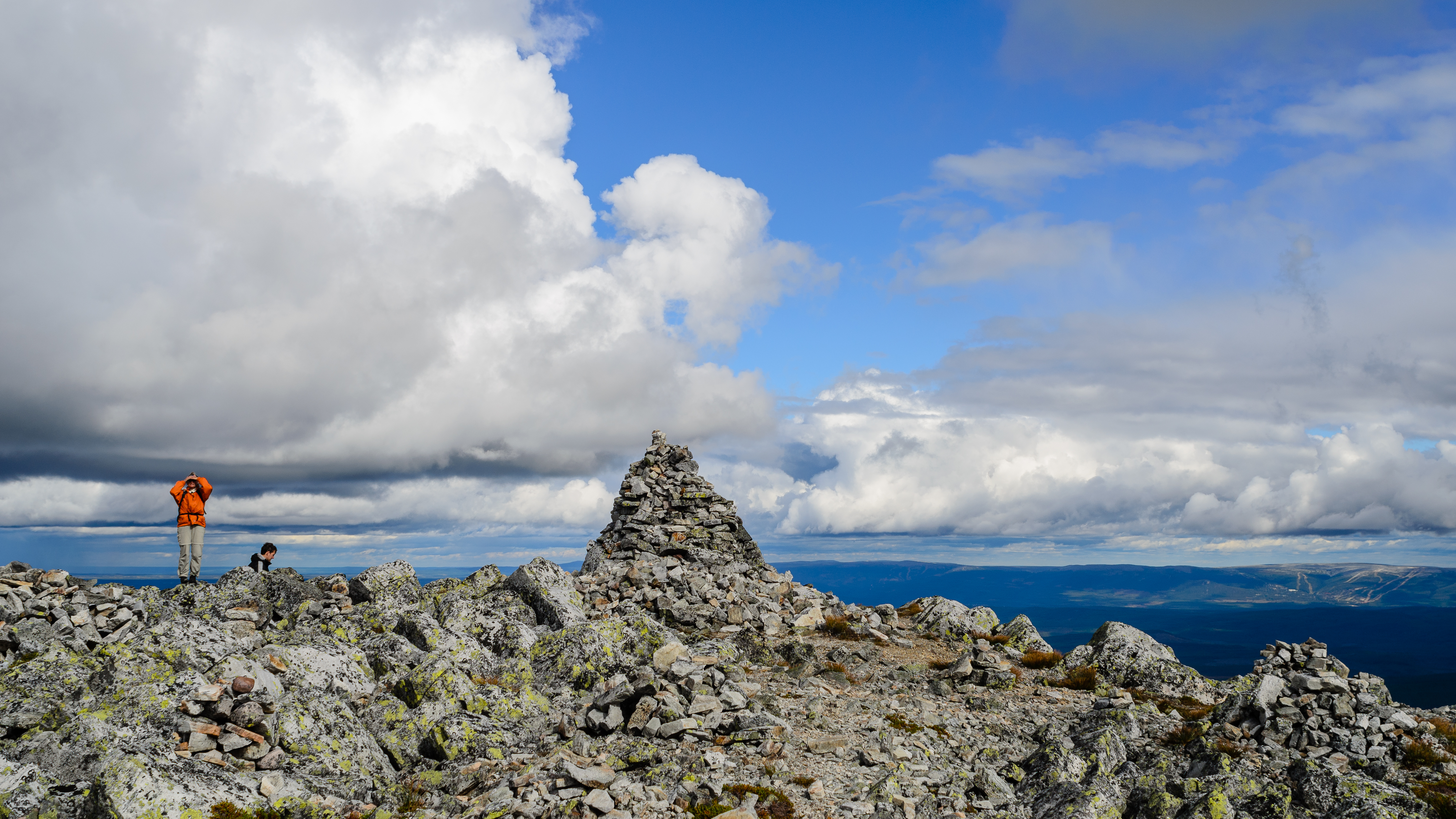
O ponto mais alto (Toppröse)

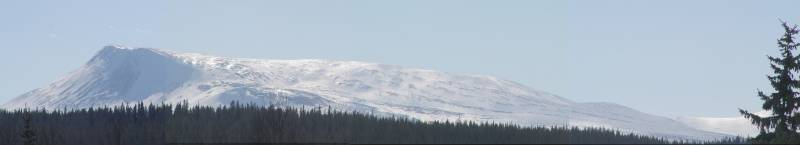
Vista do maciço montanhoso de Sonfjället no inverno